# Sergio Macedo
Sergio Macedo (Além-Paraíba, 8 de abril de 1951) é um quadrinista brasileiro radicado na França. Começou a trabalhar como desenhista em 1969. No início dos anos 1970, publicou ilustrações em diversos jornais, inclusive O Estado de S. Paulo e Folha de S.Paulo. No mesmo período, tornou-se o primeiro brasileiro a publicar na revista Grilo, que até então só publicava estrangeiros. Em 1974, mudou-se para a França, onde passou a ilustrar capas para livros e revistas. Em 2007, ganhou o Troféu HQ Mix de "grande mestre".